# Hieraaetus
Hieraaetus là một chi chim trong họ Accipitridae.

## Các loài
- Hieraaetus ayresii ― châu Phi.
- Hieraaetus pennatus ― Châu Phi và đại lục Á Âu.
- Hieraaetus moorei ― New Zealand, tuyệt chủng.
- Hieraaetus morphnoides ― Australia
- Hieraaetus weiskei ― New Guinea
- Hieraaetus wahlbergi (đồng nghĩa: Aquila wahlbergi) ― châu Phi